# Johan Magnus Bergman
Johan Magnus Bergman, född den 22 december 1792 i Färgelanda socken, Älvsborgs län, död den 17 oktober 1867 i Norrbärke socken, var en svensk läkare och topografisk författare. Han var bror till Berndt von Schinkel och farbror till Carl Wilhelm Bergman.
Bergman blev 1811 student vid Lunds universitet, 1816 medicine licentiat, 1817 bataljonsläkare vid Värmlands regemente, 1819 medicine doktor, samma år provinsialmedikus i Falu distrikt av Stora Kopparbergs län och var 1820–1848 stadsläkare i Falun. Bergman kom under sin verksamhet in på topografiska studier, vilket ledde till att han författade den 1822 utgivna Beskrifning om Dalarne och Stora Kopparbergs län. Vidare utgav han Dalarnes historia (1841), Om dalkarlarnes seder och lefnadssätt (1856) och redigerade Tidning för Fahlu Län och Stad 1839–1841. Bergman var även en framgångsrik industriidkare.